# Mickey Rourke
Mickey Rourke, nome artístico de Philip Andre Rourke Jr. (Schenectady, Nova Iorque, 16 de setembro de 1952), é um ator, roteirista e ex-pugilista americano.

## Biografia
Rourke nasceu em Schenectady, no Estado de Nova Iorque, em uma família de ascendência irlandesa e francesa. Seus pais se divorciaram quando Mickey tinha apenas seis anos e, depois que sua mãe tornou-se a casar, Mickey e seus irmãos mudaram-se para a Flórida, aonde Rourke graduou-se na Miami Beach Senior High School.

### Boxe na adolescência
Durante sua adolescência, Rourke tentou seguir os passos de seu pai, que havia sido um lutador de luta-livre, e começou a treinar para se tornar um boxeador. Com 12 anos de idade, Rourke ganhou seu primeiro combate, pesando 53,5 kg, quando lutava com o nome de Andre Rourke.
Rourke então deu continuidade a sua carreira amadora no boxe, contudo, em 1969, aos 17 anos, acabou sofrendo uma concussão, quando servia de "sparring" para o ex-campeão Luis Rodríguez.
Ö
Dois anos mais tarde, durante um combate, Rourke sofreu outra concussão e foi aconselhado pelos médicos a se afastar temporariamente dos ringues.

### Início da carreira
Enquanto esperava para poder retomar sua carreira no boxe, Rourke começou a se envolver e a se interessar com o teatro. Após atuar em uma peça dirigida por um amigo, Rourke mudou-se para Nova Iorque, aonde passou a ter aulas de atuação com Sandra Seacat, do Actors Studio.
A estreia de Rourke no cinema foi em um pequeno papel no filme 1941 (br: 1941 - Uma Guerra Muito Louca), de Steven Spielberg, porém, foi dois anos mais tarde, em 1981, que Rourke chamou atenção pela primeira vez, quando atuou em Body Heat (br: Corpos Ardentes).
Em seguida, Rourke continuou chamando a atenção da crítica, com suas atuações em filmes como Diner (br: Quando os Jovens se Tornam Adultos), Rumble Fish (br: O Selvagem da Motocicleta) e The Pope of Greenwich Village (br: Nos Calcanhares da Máfia), que o transformaram em um dos atores mais conhecidos de sua geração.

### Estrelato
Na metade da década de 80, Rourke estourou definitivamente, quando contracenou com Kim Basinger, no drama erótico Nine 1/2 Weeks (br: 9 1/2 Semanas de Amor). Elevado à condição de "sex symbol", Rourke havia se tornado um dos maiores astros de Hollywood.
Depois do enorme sucesso de 9 1/2 Semanas de Amor, estrelou em Angel Heart (br: Coração Satânico) e Barfly (br: Condenados pelo Vício), dando continuidade a sua até então bem-sucedida carreira de ator.
O rumo de sua carreira, no entanto, começou a vacilar quando vieram os seguidos fracassos em Wild Orchid (br: Orquídea Selvagem), Desperate Hours (br: Horas de Desespero) e Harley Davidson and the Marlboro Man (br: Caçada sem Tréguas).

### Carreira no boxe
Antes de interromper sua carreira artística, Rourke já havia dado indícios de que não havia abandonado por completo sua antiga paixão pelo boxe, quando, em 1988, escreveu e protagonizou Homeboy (br: Chance de Vencer).
Em 1991, portanto, três anos após o lançamento de Homeboy, Rourke enfim decidiu tentar se tornar um boxeador profissional. Lutou oito lutas, entre 1991 e 1994, tendo obtido seis vitórias e dois empates.
Apesar de não ter perdido nenhuma luta, em sua breve carreira, Rourke acumulou muitas lesões, que acabaram desfigurando seu rosto, o que levou-o a recorrer a cirurgias plásticas para reconstruir sua face.
Em 2014 anunciou a volta ao boxe. O ator norte-americano Mickey Rourke, 62 anos, irá retornar à carreira de boxeador enfrentando um lutador americano profissional em um ringue em Moscou durante combate no final de novembro.

### Retorno ao cinema
Depois de abandonar o boxe, em 1994, Rourke passou o restante da década de 1990 fazendo pontas em filmes como The Rainmaker (br: O Homem que Fazia Chover), Buffalo '66, Get Carter (br: O Implacável) e The Pledge (br: A Promessa), entre outros tantos.
Em 2005, foi convidado a estrelar em Sin City, uma adaptação de uma história em quadrinhos de Frank Miller. Elogiado por sua participação no filme, Rourke parecia estar renascendo das cinzas. Ainda em 2005, co-estrelou com Keira Knightley em Domino, outro filme que lhe rendeu um bom destaque.
Rourke parecia estar de volta e, de fato, em 2008, quando protagonizou The Wrestler (br: O Lutador), a crítica aclamou seu retorno triunfante, premiando-lhe com o Bafta, o Globo de Ouro e uma indicação ao Oscar de Melhor Ator.
Em 2010, ele apareceu em Iron Man 2 (br: Homem de Ferro 2), tendo grande destaque como Chicote Negro, o vilão da história. Ainda em 2010 atuou também em The Expendables (br: Os Mercenários).
Em 2011, viveu o Rei Hiperião em Immortals (br: Imortais).

## Carreira

### Cinema
| Ano           | Filme                                | Título em português                                               | Papel                                         | Diretor                         |
| ------------- | ------------------------------------ | ----------------------------------------------------------------- | --------------------------------------------- | ------------------------------- |
| 1979          | 1941                                 |                                                                   | Soldado Reese                                 | Steven Spielberg                |
| 1980          | Heaven's Gate                        |                                                                   | Nick Ray                                      | Michael Cimino                  |
| 1980          | Fade to Black                        |                                                                   | Richie                                        | Vernon Zimmerman                |
| 1981          | Body Heat                            |                                                                   | Teddy Lewis                                   | Lawrence Kasdan                 |
| 1982          | Diner                                | Quando os jovens se tornam adultos (Br) ou Adeus, amigos (Pt)     | Leonard "Boogie" Weinglass                    | Barry Levinson                  |
| 1983          | Rumble Fish                          | O Selvagem da Motocicleta                                         | Motoqueiro                                    | Francis Ford Coppola            |
| 1984          | The Pope of Greenwich Village        |                                                                   | Charlie Moran                                 | Stuart Rosenberg                |
| 1984          | Eureka                               |                                                                   | Aurelio D'Amato                               | Nicolas Roeg                    |
| 1985          | Year of the Dragon                   |                                                                   | Capitão Stanley White                         | Michael Cimino                  |
| 1986          | Nine 1/2 Weeks                       |                                                                   | John Gray                                     | Adrian Lyne                     |
| 1987          | Angel Heart                          | Coração Satânico                                                  | Harold R. "Harry" Angel                       | Alan Parker                     |
| 1987          | Barfly                               |                                                                   | Henry Chinaski                                | Barbet Schroeder                |
| 1987          | A Prayer for the Dying               |                                                                   | Martin Fallon                                 | Mike Hodges                     |
| 1988          | Homeboy                              |                                                                   | Johnny Walker                                 | Michael Seresin                 |
| 1989          | Francesco                            |                                                                   | Francisco de Assis                            | Liliana Cavani                  |
| 1989          | Johnny Handsome                      |                                                                   | John Sedley (Johnny Handsome/Johnny Mitchell) | Walter Hill                     |
| 1990          | Wild Orchid                          | Orquídea Selvagem                                                 | James Wheeler                                 | Zalman King                     |
| 1990          | Desperate Hours                      |                                                                   | Michael Bosworth                              | Michael Cimino                  |
| 1991          | Harley Davidson and the Marlboro Man |                                                                   | Harley Davidson                               | Simon Wincer                    |
| 1992          | White Sands                          |                                                                   | Gorman Lennox                                 | Roger Donaldson                 |
| 1994          | F.T.W.                               |                                                                   | Frank T. Wells                                | Michael Karbelnikoff            |
| 1995          | Fall Time                            |                                                                   | Florence                                      | Paul W. Warner                  |
| 1996          | Bullet                               |                                                                   | Butch 'Bullet' Stein                          | Julien Temple                   |
| Double Team   |                                      | Stravos                                                           | Tsui Hark                                     |                                 |
| The Rainmaker |                                      | J. Lyman "Bruiser" Stone                                          | Francis Ford Coppola                          |                                 |
| 1998          | Buffalo '66                          |                                                                   | The Bookie                                    | Vincent Gallo                   |
| 1998          | Thursday                             |                                                                   | Kasarov                                       | Skip Woods                      |
| 1998          | Point Blank                          |                                                                   | Rudy Ray                                      | Matt Earl Beesley               |
| 1999          | Cousin Joey                          |                                                                   | Um dos irmãos                                 | Sante D'Orazio                  |
| 1999          | Shades                               |                                                                   | Paul S. Sullivan                              | Erik Van Looy                   |
| 1999          | Out in Fifty                         |                                                                   | Jack Bracken                                  | Scott Leet Christopher Bojesse  |
| 2000          | Animal Factory                       |                                                                   | Jan                                           | Steve Buscemi                   |
| 2000          | Get Carter                           |                                                                   | Cyrus Paice                                   | Stephen Kay                     |
| 2001          | The Pledge                           |                                                                   | Jim Olstad                                    | Sean Penn                       |
| 2001          | The Hire: The Follow                 |                                                                   | Marido (curta-metragem)                       | Kar Wai Wong                    |
| 2001          | Picture Claire                       |                                                                   | Eddie                                         | Bruce McDonald                  |
| 2002          | Spun                                 |                                                                   | O Cozinheiro                                  | Jonas Åkerlund                  |
| 2003          | Masked and Anonymous                 |                                                                   | Edmund                                        | Larry Charles                   |
| 2003          | Once Upon a Time in Mexico           | Era Uma Vez no México                                             | Billy Chambers                                | Robert Rodriguez                |
| 2004          | Man on Fire                          | br: Chamas da Vingança pr: Homem em Fúria                         | Jordan Kalfus                                 | Tony Scott                      |
| 2005          | Sin City                             | br: Sin City - A Cidade do Pecado pt: Sin City - Cidade do Pecado | Marv                                          | Robert Rodriguez & Frank Miller |
| 2005          | Domino                               | br: Domino: A Caçadora de Recompensas pt: Domino                  | Ed Mosbey                                     | Tony Scott                      |
| 2006          | Stormbreaker                         | Alex Rider Contra o Tempo                                         | Herod Sayle                                   | Geoffrey Sax                    |
| 2008          | The Wrestler                         | O Lutador                                                         | Randy Robinson                                | Darren Aronofsky                |
| 2009          | Killshot                             |                                                                   | Armando Degas                                 | John Madden                     |
| 2009          | The Informers                        | br: Informers - Geração Perdida pt: Os Informadores               | Peter                                         | Gregor Jordan                   |
| 2010          | 13                                   |                                                                   | Jefferson                                     | Géla Babluani                   |
| 2010          | Iron Man 2                           | Homem de Ferro 2                                                  | Ivan Vanko/Chicote Negro                      | Jon Favreau                     |
| 2010          | Passion Play                         | O Anjo do Desejo                                                  | Nate Grazini                                  | Mitch Glazer                    |
| 2010          | The Expendables                      | Os Mercenários                                                    | Tool                                          | Sylvester Stallone              |
| 2011          | Immortals                            | Imortais                                                          | Rei Hiperião                                  | Tarsem Singh                    |
| 2012          | The Courier                          | Entrega de Risco                                                  | Maxwell                                       | Hany Abu-Assad                  |
| 2013          | Sin City: A Dame to Kill For         | Sin City 2: A Dama Fatal                                          | Marv                                          | Frank Miller, Robert Rodriguez  |

### Televisão
| Ano  | Título                              | Papel               | Diretor                 |
| ---- | ----------------------------------- | ------------------- | ----------------------- |
| 1980 | City in Fear                        | Tony Pate           | Alan Smithee Jud Taylor |
| 1980 | Act of Love                         | Joseph Cybulkowski  | Jud Taylor              |
| 1980 | Rape and Marriage: The Rideout Case | John Rideout        | Peter Levin             |
| 1981 | Hardcase                            | Perk Dawson         | Lee H. Katzin           |
| 1994 | The Last Outlaw                     | Graff               | Geoff Murphy            |
| 1998 | Thicker Than Blood                  | Father Frank Larkin | Richard Pearce          |